# Marián Kelemen
Marián Kelemen (Michalovce, 7 dicembre 1979) è un ex calciatore slovacco, di ruolo portiere.

## Carriera

### Club
Gioca l'ultima partita con l'Aris Salonicco il 18 ottobre 2010 nella sconfitta fuori casa per 2-1 contro il Panionios.
Gioca l'unica partita con il Numancia il 15 marzo 2009 nella sconfitta contro il Racing Santander, dove subisce 5 reti.
Debutta con lo Śląsk Breslavia il 27 febbraio 2010 nel pareggio fuori casa a reti bianche per 0-0 contro il Polonia Bytom. Il 29 maggio 2011 segna un gol su rigore con lo Śląsk Breslavia nella vittoria casalinga per 5-0 contro l'Arka Gdynia, fissando il secondo posto per la squadra.

## Palmarès

### Giocatore

#### Club

##### Competizioni nazionali
- Ekstraklasa: 1

Śląsk Breslavia: 2011-2012